# 數位史學
數位史學（英語：Digital history），指的是在歷史分析、展示、與研究中對數位媒體的應用。數位史學是數位人文學的分支，並被視為計量史學、計量經濟史的延伸。數位史學著重於協助網路閱聽人接觸歷史材料，以及以數位方式進行學術研究。數位史學的產出包括數位典藏、線上展覽、互動地圖、時間軸、音檔、虛擬世界等等，這些產出除了協助大眾接觸歷史外，也能協助研究者與史料互動。近期的數位史學計畫則專注於創意、協作、科技創新、文字探勘、語料庫語言學、三维建模、大數據分析等領域。使用者透過這些資源，得以快速地發展出新的分析，並與既有的分析連結，甚至延伸既有的分析。

## 歷史
1960、70年代的早期數位史學專注於量化分析，特別是人口學資料，如人口統計、選舉資料、城市統計等等。研究者利用早期的電腦進行統計分析、建立表格，並在數據中尋找趨勢。這些對歷史人口學的研究源自社會史的興起，其目標在於量化過去的社會，並得出關於社群、人口的新結論。電腦被證實相當適合進行這些工作，然而到了1970年代晚期，許多年輕歷史學者開始轉向文化研究，而量化研究則主要由帶有歷史意識的經濟學者、政治學者接續下去。1980年晚期，歷史和計算協會（The Association for History and Computing）成立，這對1990年代數位史學的興起形成了推力。
數位史學更近的根源，可以追溯到1982年展開的美國國會圖書館「光碟先導計畫」（Optical Disk Pilot Project），計畫目標將館藏收錄到雷射光碟與CD-ROM中。1992年，該計畫在網路上推出了南北戰爭照選輯。1993年，Roy Rosenzweig、Steve Brier與Josh Brown推出了獲獎CD「誰建立了美國？從1876年萬國博覽會到1914年世界大戰」（Who Built America? From the Centennial Exposition of 1876 to the Great War of 1914），內容整合了圖片、文字、影片與音檔，並以視覺化介面呈現其敘事。
早期的數位史學計畫，有堪薩斯大學的「遺產計畫」（The Heritage Project） 、中世紀歐洲歷史學者Lynn Nelson的「世界史索引」、「歷史中心目錄」 等等，另外特別值得一提的「陰影谷」計畫，是由現任里士满大学校长爱德华·艾尔斯（Edward  L. Ayers），於1991年還在弗吉尼亚大学所提出的。弗吉尼亚大学人文学高级技术研究所（IATH）接受了陰影谷計畫，并与IBM合作，收集历史资料并将其轉錄成數位檔案。 該計畫收集了南北戰爭期间收集了弗吉尼亚州奥古斯塔郡和宾夕法尼亚州富兰克林郡的相關資料。1996年，威廉·托瑪斯三世（William G. Thomas III）加入了艾尔斯的陰影谷計畫，他们一起產出一篇名為「奴隶制製造的差异：对两个美国社区的仔細分析」的網路文章，该文章也刊於2003年的美国历史评论（American Historical Review）中。 「陰影谷」計畫也附於一張2000年時由W. W. Norton出版公司出版的光碟中。
- 逝於2007年10月11日的罗森茨维格（Rosenzweig），於1994年在喬治梅森大學成立了歷史和新媒體中心（CHNM）。時至今日，CHNM已有數個可為歷史學家所用的數數位工具，如Zotero和Omeka等等。
- 1997年，艾爾斯和托馬斯當他們在維吉尼亞大學維吉尼亞數字歷史中心（VCDH）提出計畫時時，使用了「數位史學」這個詞，維吉尼亞大學是最早專注於數位史學研究的中心，美國其他幾個促進數位史學發展的機構包括密歇根州立大學人文藝術、文學與社會科學中心（MATRIX）、馬里蘭人文科技研究所、內布拉斯加大學人文數位研究中心等等。
- 2004年，埃默里大學推出了「南方空間」，（Southern Space）一個檢驗南方歷史的「同儕評審網路期刊、學術論壇」。

## 應用
與傳統史學方法結合，數位史學的應用有諸多潛能，如：
- 結合新舊方法，得出新的結論。
- 利用不同的工具，分析以傳統方法不可能處理的大量資料。
- 建立模型、地圖，以視覺化呈現資料。

## 計畫舉隅

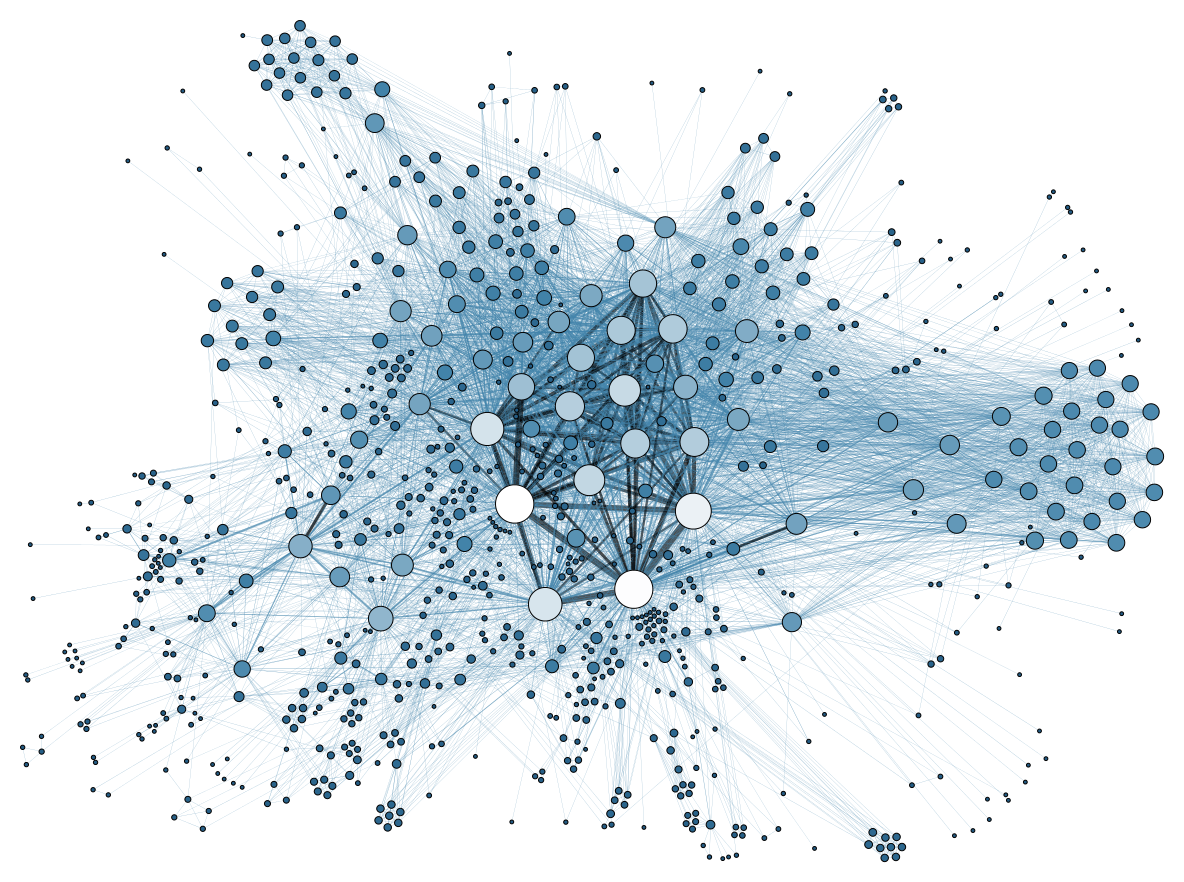
利用數位方法進行研究的例子：國際智力合作委員會（ICIC）檔案中，國際聯盟專家間往返檔案的網絡分析。

多數數位史學計畫的協作性質使得該學科主要由享有贊助和技術創新資源的機構發展。最早的兩個中心，喬治梅森大學的歷史與新媒體中心與維吉尼亞大學的維吉尼亞大學數字歷史中心一直是數位史學計畫發展和數位史學教育的領導者。
這些先驅中心所推出的計畫，包括北德州大學的「奴隸制地理學」與「德克薩斯奴隸制」計畫、維吉尼亞大學維吉尼亞大學數字歷史中心（VCDH）的「農村改造」計畫、以及喬治梅森大學歷史與新媒體中心（CHNM）的「自由、平等、博愛：探索法國大革命」、「失落的博物館」計畫等等。這些計畫都利用了包含多種檔案的典藏、以及不同的數位工具以近行分析。數位內容與分析工具的整合可說是數位史學的顯著特徵之一。這些不僅僅是數位典藏，還以數位工具進行學術研究的數位史學計畫，引起了關於數位史學可以是什麼、以及應該是什麼的辯論。
在VCDH、CHNM等中心專注於學術與大學教育之際，加拿大英屬哥倫比亞省維多利亞大學與舍布魯克大學、以及多倫多大學安大略教育研究所則推出了面向全年齡的「加拿大史上偉大未解之謎」計畫。在這些機構的協助下，教師們可以利用這個網站，向學生介紹歷史研究方法、發展出分析技巧以及對歷史複雜性的認識。網站中特別仔細地處理了加拿大史上，自維京人的探索到1920年代的種族、宗教與性別議題。該計畫的共同創始人之一約翰·盧茨（John Lutz）也與維多利亞大學、馬拉斯皮納大學學院合作，推出「維多利亞時期的維多利亞大學」（Victoria's Victoria）計畫。
除了艾爾斯（Ayers）、托馬斯（Thomas）、盧茨（Lutz）和羅森茨維格（Rosenzweig）等人，許多學者也利用數位史學的技術做出重大貢獻。如羅伯特·達頓（Robert Darnton）2000年的文章〈早期資訊社會：18世紀巴黎的新聞與媒體〉中，所附的電子資源，成為討論數位史學及其在人文學中未來的早期範例。 。首個獲得美國歷史評論（AHR）審查的數位史學計畫，是菲利普·伊頓的（Philip Ethington）的「洛杉磯與城市歷史知識的問題」計畫，此計畫以多媒體探索洛杉磯數十年間都市輪廓變化。匹茲堡大學世界史教授帕特里克·曼寧（Patrick Manning）、安德魯·梅隆（Andrew W. Mellon）推出了光碟計畫「現代世界史中的移民：1500年－2000年」。在「非洲奴隸人口計畫」中，曼寧建立了奴隸貿易的人口模擬，以呈現1730年至1850年間的西非、中非；以及1820年至1890年間的東非，如何受奴隸制所害而衰落 。洛杉磯加大歷史學系教授揚·拉弗（Jan Reiff）曾為芝加哥百科全書印刷版、線上版的共同編輯  。安德魯·托格（Andrew J. Torget）則是在VCDH時推出了「奴德州奴隸制計畫」，並在完成其博士學位後繼續完善此網站。這可能將是未來數位史學學者的範例：即先進行一部分的數位研究，再整合進更大的研究中。
另一個值得一提的數位史學計畫，是「被套索引」（Quilt Index） 。隨著學者對女性史的關注提高，被套也成為相當重要的研究材料。考慮到被套散布於各機構、庫房、甚至民家，以及棉被脆弱、笨重、難以運輸，研究者此計畫，以改善被套收集困難的問題。「被套索引」是個線上協作資料庫，棉被的主人可以上傳被套的照片及相關資訊。
同樣為婦女史計畫的「點擊！進行中的女權主義革命 （页面存档备份，存于）」計畫，是一群歷史學者、教師與技術人員、電影工作、藝術家、網頁設計師的合作成果。網站中有46段自27部紀錄片截出的片段、互動時間軸、含有一手史料的深入文章、及眾多其他資源。該計畫的著重於1940年代以來女性的集體行動與個人成就。計畫名中的「點擊」（Click），指的除了是今日電腦的動作外，亦是1970年代，指稱女權主義「覺醒」的用語。
英國於2002年推出了一個前導計畫，其目標為建立英國史的數位圖書館 。此計畫已發展為一個藏有來自圖書館、檔案館、博物館、學界各處，共1200卷一手、二手史料的資料庫。另一個值得一提的計畫，是「線上老貝利」（Old Bailey Online），藏有1674年到1913年間所有訴訟文書的數位典藏。除了數位化的文書外，線上老貝利也提供歷史、法律背景、以及研究指引和教育資源。

## 數位史學課程
赫特福德大學的數位史學課程包括數位地圖繪製以及Python等有助於處理大量材料的技能。該課程的計畫之一，使用了天氣、犯罪與貧困的資料，並分析三者的模式與之間的關係。接著再以傳統的歷史學方法來評估藉由上述方法得出的趨勢。另一個計畫，則透過數位地圖呈現「線上英國史」（British History Online （页面存档备份，存于））的資料，分析牛津大學學生的組成及其內部差異。
另外在加州州立大學東灣分校，一些主修歷史的學生會到到電腦實驗室瀏覽各種可能用於歷史的呈現與分析的軟體，而在哈佛大學、史丹佛大學等規模較大的大學則有做為歷史學課程分支的數位史學課程。

## 科技
透過利用數位工具進行概念的組織與資料的分析，歷史學者得以開創一條通往協作、文字探勘、與大數據分析的新途徑。此外，數位史學也提供了展示歷史知識的工具。數位史學學者利用網頁開發工具，如所見即所得的HTML編輯器Adobe Dreamweaver。以及
有助於資訊存取的資料庫，透過
SQL與XML等語言，學者可以有效地組織資料、並透過關鍵字、時間等資料標記進行檢索。線上文章〈奴隸制製造的差異：對兩個美國社區的仔細分析〉（The Differences Slavery Made: A Close Analysis of Two American Communities） 利用XML來呈現、連結與歷史學討論相關的證據；「陰影谷」（The Valley of the Shadow ）計畫也利用XML建立檔案中的信件、日記、報紙等文件的後設資料，以利全文檢索；Python等程式語言則被用來排序、篩選資料，而Google Fusion Tables則可用於繪製數位地圖。
〈奴隸制製造的差異〉也利用地理資訊系統（GIS）分析社會結構的空間分布。作者艾爾斯（Ayers）和托馬斯（Thomas）利用地理資訊技術繪製了以往不可能繪製的地圖。
麻省理工學院的「後設資料與資訊在不同環境的語意互操作性」（The Semantic Interoperability of Metadata and Information in unLike Environments, SIMILE）是個健全、開源的工具集，能用以數位資料的存取、管理、與設想。SIMILE中的時間軸工具，採用基於動態HTML的AJAX部件，讓數位史學學者能建立動態、可客製化的時間軸，以視覺化呈現事件。時間軸工具的網頁稱其工具為「基於時間資訊的Google地圖」。另外，SIMILE的Exhibit工具，能以客製化的結構，對資料進行編排與展示。以Javascript寫成的Exhibit，能讓對程式設計與資料庫不瞭解的使用者，也能創建可互動的豐富網頁。
文本分析軟體讓歷史學家能夠在大量文檔中進行「文字探勘」即查找模式或者僅僅分析詞彙的頻率。目前有許多可以網路上取得的文本分析程式，從複雜的：允許研究人員利用程式處理大量的數據的（如MALLET）；和直接的：生成詞頻列表和文字雲，以說明文字的使用狀況及其重要性（如TokenX）；到基本的：提供對詞頻與詞彙關係的簡單視覺化（如wordle）。另外也有一些網站提供對其網站內容的文本分析，如線上網頁書籤收集與研究工具del.icio.us就使用標籤雲來直觀地描繪使用者生成標籤的頻率和重要性。近年推出的Google Ngram Viewer則能按年搜索文本主題的共性。
然而，随着數位史學和用于產出數位史學研究技术的發展，對其有效性的質疑也開始出現。如尚·弗朗索瓦·布希亞（Jean Francois Baudrillard）所言：「西方文明對其產生真實的方式進行了重大的修改，將其強化為超現實（hyper-reality）。

## 數位史學中心
- Digital History Research Centre (DHRC) at University of Hertfordshire
- Center for History and New Media at George Mason University
- Maryland Institute for Technology in the Humanities at the University of Maryland
- MATRIX: Center for Humane Arts, Letters, and Social Sciences Online  （页面存档备份，存于） at Michigan State University
- Center for Digital Research in the Humanities  （页面存档备份，存于） at the University of Nebraska-Lincoln
- Virginia Center for Digital History at the University of Virginia
- Institute for Advanced Technology in the Humanities at the University of Virginia
- Digital Scholarship Lab  （页面存档备份，存于） at the University of Richmond
- Institute for Computing in the Humanities, Arts, and Social Science at the University of Illinois.
- Centre for Oral History and Digital Storytelling  （页面存档备份，存于） at Concordia University
- Center for Public History and Digital Humanities at Cleveland State University
- Department of Digital Humanities at King's College London
- HUMlab  at Umeå University, Sweden
- Fr@meLab （页面存档备份，存于）, Department of Cultural Heritage, University of Bologna

## 數位史學計畫
- Clio Visualizing History （页面存档备份，存于）
- The Programming Historian （页面存档备份，存于），針對人文學者設計的數位工具教學網站，更廣泛的則有DiRT，蒐集了許多數位研究工具。
- The Old Bailey Online（页面存档备份，存于）[13]
- Robert K. Nelson, Scott Nesbit, Andrew Torget, The History Engine （页面存档备份，存于）
- Douglas Seefeldt, Envisaging the West: Thomas Jefferson and the Roots of Lewis and Clark （页面存档备份，存于）
- Digital Scholarship Lab (DSL) （页面存档备份，存于） ,  Voting America: United States Politics, 1840-2008  （页面存档备份，存于）
- William G. Thomas III and Edward L. Ayers, Valley of the Shadow
- Great Unsolved Mysteries in Canadian History （页面存档备份，存于）
- The Papers of Abraham Lincoln
- London Lives 1690-1800 （页面存档备份，存于）[14]
- Clergy of the Church of England Database （页面存档备份，存于） [15]
- Lincoln/Net: Abraham Lincoln Historical Digitization Project at Northern Illinois University Libraries
- Thomas M. Costa, The Geography of Slavery （页面存档备份，存于）
- Bethlehem Digital History Project （页面存档备份，存于）
- Virtual Jamestown （页面存档备份，存于）
- Seattle Civil Rights and Labor History Project （页面存档备份，存于）
- Historypin
- National History Education Clearinghouse at George Mason University and Stanford University
- 1st Workshop on Histoinformatics （页面存档备份，存于）
- Ola Nordmann Goes West: A Norwegian Journey to the Promised Land （页面存档备份，存于）
- Digital NZ Archiving Blog （页面存档备份，存于）
- Running Reality （页面存档备份，存于） – See any day in history from 3000BC to today, including changing national borders, battles, etc.
- Clio[16]